# Le Sap
Pour les articles homonymes, voir Sap.
Le Sap [lə sap]  est une ancienne commune française, située dans le département de l'Orne en région Normandie, devenue le 1er janvier 2016 une commune déléguée au sein de la commune nouvelle de Sap-en-Auge.
Elle est peuplée de 853 habitants.

## Toponymie
Le nom de la localité est attesté sous les formes Sappo en 1050. 
Le toponyme est issu de l'ancien français sap, « sapin ». 
Le gentilé est Sapien.

## Histoire
Le Sap a absorbé Le Sap-Mêle (anciennement Sapmesle) en 1822. À cette époque Le Sap comptait 1 312 habitants contre 169 pour Le Sap-Mêle.
Le 1er janvier 2016, Le Sap se réunit avec Orville pour former la commune nouvelle de Sap-en-Auge créée sous le régime juridique des communes nouvelles instauré par la loi no 2010-1563 du 16 décembre 2010 de réforme des collectivités territoriales. Les deux communes deviennent des communes déléguées et Le Sap est le chef-lieu de la commune nouvelle.

## Héraldique
| Blason de Sap (Le) | Blason  | Losangé d'argent et d'orangé. |
| Blason de Sap (Le) | Détails | La commune a fusionné avec Orville au 1er janvier 2016 pour former la commune nouvelle de Sap-en-Auge. Mais celle-ci ne portant pas d'armoiries en propre à ce jour, ce sont celles du Sap qui sont utilisées ici. |

## Politique et administration
| Période                                  | Période       | Identité              | Étiquette            | Qualité                       |
| ---------------------------------------- | ------------- | --------------------- | -------------------- | ----------------------------- |
|                                          |               | Hubert Laniel         |                      |                               |
|                                          | 1965          | Émile Herbinière      |                      | Notaire                       |
| 1965                                     | 1971          | Pierre Mauger         | PS                   |                               |
|                                          |               | Gaëtan Delbos         |                      |                               |
|                                          |               | M. Pannier            |                      |                               |
| 1988                                     | 1999          | Max Miseray           |                      |                               |
| 1999                                     | avril 2014    | Marie-Thérèse Mayzaud | DVD                  | Pharmacienne                  |
| avril 2014                               | décembre 2016 | Gérard Rosé           | DVG[réf. nécessaire] | Principal de collège retraité |
| Les données manquantes sont à compléter. |               |                       |                      |                               |

## Démographie
En 2021, la commune comptait 853 habitants. Depuis 2004, les enquêtes de recensement dans les communes de moins de 10 000 habitants ont lieu tous les cinq ans (en 2008, 2013, 2018, etc. pour Le Sap) et les chiffres de population municipale légale des autres années sont des estimations.
| 1793  | 1800  | 1806  | 1821  | 1836  | 1841  | 1846  | 1851  | 1856  |
| ----- | ----- | ----- | ----- | ----- | ----- | ----- | ----- | ----- |
| 1 160 | 1 325 | 1 316 | 1 312 | 1 748 | 1 736 | 1 636 | 1 619 | 1 322 |

| 1861  | 1866  | 1872  | 1876  | 1881  | 1886  | 1891  | 1896  | 1901  |
| ----- | ----- | ----- | ----- | ----- | ----- | ----- | ----- | ----- |
| 1 340 | 1 348 | 1 270 | 1 391 | 1 323 | 1 324 | 1 273 | 1 282 | 1 243 |

| 1906  | 1911  | 1921  | 1926  | 1931  | 1936  | 1946  | 1954  | 1962  |
| ----- | ----- | ----- | ----- | ----- | ----- | ----- | ----- | ----- |
| 1 252 | 1 147 | 1 071 | 1 111 | 1 061 | 1 054 | 1 125 | 1 037 | 1 037 |

| 1968  | 1975 | 1982 | 1990 | 1999 | 2008 | 2013 | 2018 | 2020 |
| ----- | ---- | ---- | ---- | ---- | ---- | ---- | ---- | ---- |
| 1 010 | 958  | 977  | 901  | 939  | 936  | 906  | 852  | 855  |

## Lieux et monuments

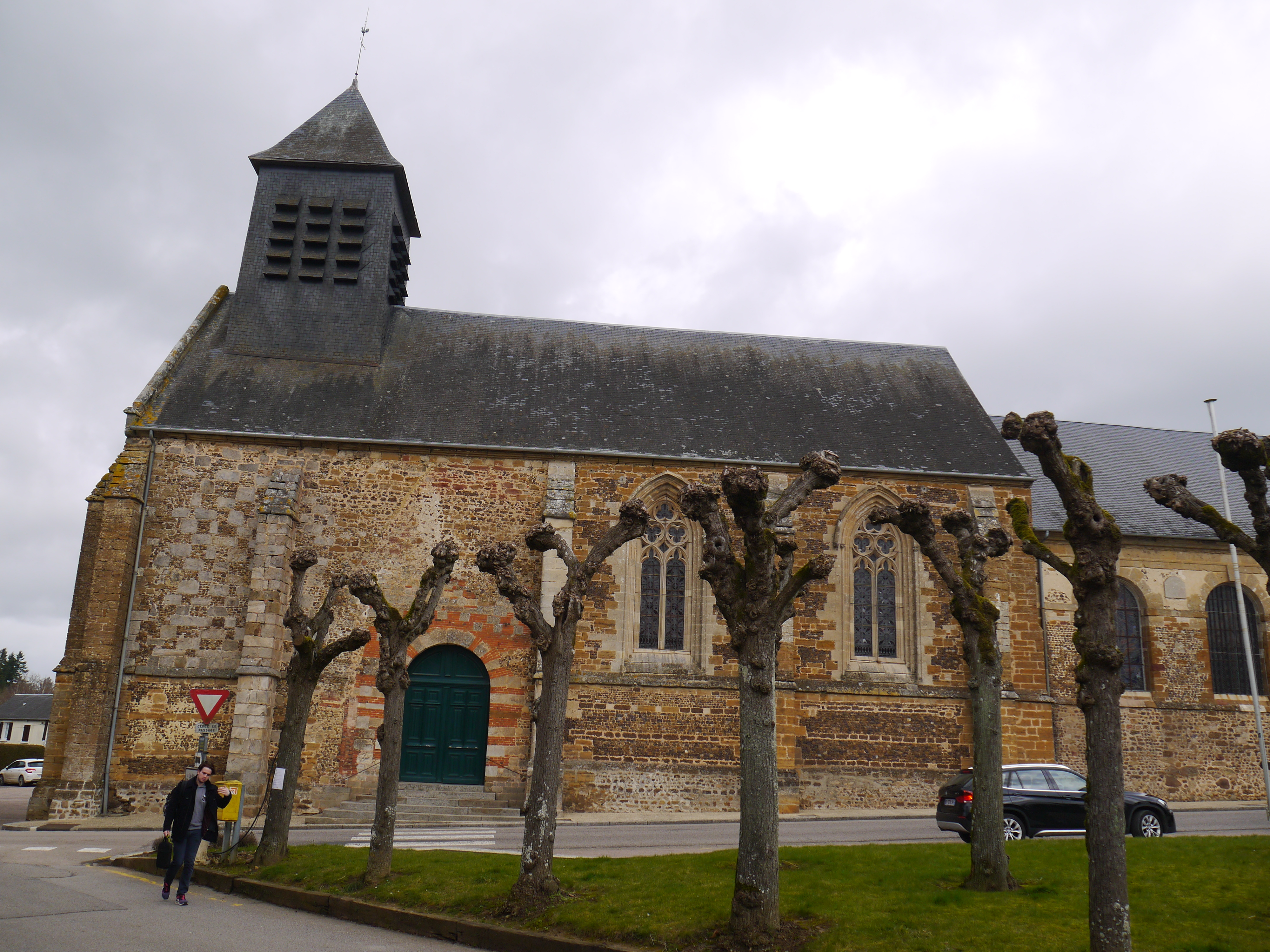
L'église Saint-Pierre.

- Église Saint-Pierre, inscrite au titre des monuments historiques depuis le 2 mars 1979[9], avec nef du XVIe siècle.
* Orgue de tribune Damien frères objet  Classé MH (1986)[10]
- Le fort Montpellier, ancien château féodal.
- La grotte du Sapmesle.

## Activité et manifestations
La commune du Sap organise un marché nocturne d’artisans la première semaine d’août accompagné d’un orchestre et se cloturant par un feu d’artifice[réf. nécessaire].
La fête du cidre le premier week-end de novembre. L’association du grand jardin présente l’élaboration artisanale du cidre du pays d’Auge[réf. nécessaire].

## Personnalités liées à la commune
- Léon de La Varende (1765-1849), militaire et homme politique né au Sap, maire de Chamblac, député de l'Eure.
- Pierre Mauger (1926-2002), vice-président du conseil régional de Basse-Normandie, maire de la commune de 1965 à 1971, avant d'être maire d'Alençon.